# Ивановка (Рассказовский район)
Ива́новка — деревня в Рассказовском районе Тамбовской области Российской Федерации. Входит в Пичерский сельсовет.

## География
Посёлок находится в центральной части региона, в лесостепной зоне, в пределах Тамбовской равнины, на берегах реки Пичера, запруженной в черте деревни (Барский пруд) и за её пределами (пруд Грачёвка). В пешей доступности урочище Второникольское (бывшая деревня 2-е Никольское).

### Климат
Климат характеризуется как умеренно континентальный, с относительно жарким летом и холодной продолжительной зимой. Среднегодовая температура воздуха — 5,4 °С. Средняя температура воздуха самого тёплого месяца (июля) — 19,9 °C (абсолютный максимум — 38,4 °С); самого холодного (января) — −10 °C (абсолютный минимум — −36,9 °С). Безморозный период длится 145—155 дней. Длительность вегетационного периода составляет 180—185 дней Среднегодовое количество атмосферных осадков составляет 525 мм, из которых 342 мм выпадает в период с апреля по октябрь. Снежный покров образуется в последней декаде ноября — начале декабря и держится в течение 125—130 дней.

## История
Деревня впервые упоминается в ревизской сказке 1834 года. В списке населённых мест Тамбовской губернии 1862 года указана под № 152 как владельческая деревня Ивановка (Грачевка). В то время в 52 домах там проживало 272 мужчины и 266 женщин. Так же деревня отмечена на карте Менде того же 1862 года.
Решением исполкома областного совета 11 февраля 1975 года № 91 Ивановка была объединена с деревней 2-е Никольское

## Население
| 2010 |
| ---- |
| 190  |

В 2002 году в деревне проживало 223 жителя.

## Инфраструктура
Основа экономики — сельское хозяйство. Личное подсобное хозяйство.
Усадьба графа В.А. Адлерберг.

## Транспорт
Просёлочные дороги.  